# Michael Conner Humphreys
Michael Conner Humphreys (* 1. März 1985 in Independence, Mississippi) ist ein US-amerikanischer Schauspieler. Bekannt wurde er durch die Rolle des jungen Forrest Gump (1994) im gleichnamigen Film, für die er einen Young Artist Award gewann.
Auch in der Verfilmung des Romans Die Farm (englisch A Painted House) spielte er 2003 eine Rolle.
Bis zum 4. Juni 2008 leistete er seinen Dienst in der US-Armee und war dabei auch für ein Jahr im Irak stationiert. Danach arbeitete er wieder als Schauspieler.
2011 spielte er im Film Pathfinders – Die Kompanie der Unbekannten die Rolle des „Eddie“.